# Livro de Senhores
Livro de Senhores (em persa médio: Khwadāy-Nāmag) foi um texto histórico em persa médio do Império Sassânida, agora perdido, imaginado primeiro por Theodor Nöldeke como tendo sido ancestral comum de todas as histórias em língua persa do Império Sassânida. Pensou-se que foi traduzido pela primeira vez ao árabe por ibne Almocafa (m. 757), que teve acesso aos documentos da corte sassânida. Segundo a teoria de Nöldeke, hoje refutada, o livro foi composto primeiro sob o reinado do xá Cosroes I (r. 537–579) e reeditado no reinado do xá Isdigerdes III (r. 632–651). A tradução árabe teria sido fonte primária do livro persa Épica dos Reis (Xanamé) de Ferdusi.